# Titular d'Escola Universitària
En el sistema universitari espanyol, un Titular d'Escola Universitària (TEU) és un professor que pertany al cos de funcionaris de l'estat, que té plena autonomia docent i a més, si posseeix el títol de doctor, plena autonomia investigadora.
Segons la LOU, per accedir a la plaça de Titular d'Escola Universitària cal passar prèviament per un procés d'habilitació, un examen a nivell nacional que habilita el candidat a presentar-se a places de titular a qualsevol universitat espanyola. A diferència d'altres tipus de professor universitari, no cal el requisit de ser doctor.